# Pandanus pyramidalis
Pandanus pyramidalis är en enhjärtbladig växtart som beskrevs av Isaac Bayley Balfour. Pandanus pyramidalis ingår i släktet Pandanus och familjen Pandanaceae. IUCN kategoriserar arten globalt som akut hotad.
Artens utbredningsområde är Mauritius. Inga underarter finns listade.